# Savan FC
El Savan FC es un equipo de fútbol de Laos que juega en la Liga de Fútbol de Laos, la máxima categoría de fútbol en el país.

## Historia
Fue fundado en 1993 en la provincia de Savannakhet con el nombre Savannakhet FC, y en ese mismo año ganaron el título de la Liga de Fútbol de Laos, aunque en su primera temporada el club jugaba en la ciudad de Thakhek.
Posterior a eso, el club desaparece de la máxima categoría a inicios del siglo XXI y permanece en las categorías inferiores hasta la temporada 2012, donde retorna a la máxima categoría y llega a la final de la Copa del Primer Ministro.
En el año 2015 el club es refundado y cambia su nombre por el actual.

## Palmarés
- Liga de Fútbol de Laos: 1

1993

## Clubes afiliados
- Mukdahan City FC